# Jesolo
Jesolo (en véneto Gèxoło o Jèxoło) es una localidad de la provincia de Venecia, -Italia- de 27.088 habitantes. Se ubica al noreste de la capital de la provincia, sobre la península que se halla entre la Laguna de Venecia y el Mar Adriático, sobre Cavałin-Treporti.

## Historia
El actual territorio de Jesolo era en la antigüedad parte de la laguna, en el interior de la cual había algunos pequeños islotes. La mayor isla era llamada Equilium por los romanos. Equilium fue habitada inicialmente por los Protovénetos o Venéticos, famosos en toda la cuenca mediterránea por ser expertos cuidadores de caballos; es por dichos animales que se origina tal topónimo. Los primeros vénetos, con ayuda de Roma se protegieron de la amenaza de los galos y a cambio permitieron que los romanos se establecieran de forma pacífica en lo que actualmente conocemos como Véneto, Friul y Venecia Julia. Los romanos colonizaron esas tierras, construyendo caminos, puentes y pueblos; prepararon el territorio cultivable procediendo a la centuriación (división en lotes) y llevaron a cabo sus primeros trabajos de bonífica y contención hidráulica.
Con la caída del Imperio, sobreviene la inseguridad: las poblaciones bárbaras empujaban desde hacía ya tiempo hacia las fronteras y finalmente irrumpieron en la parte véneta de la llanura Padana. Los habitantes de tierra firme encontraron refugio seguro dentro de la laguna: en particular, los habitantes de Oderzo fundaron Eraclea sobre la isla de Melidissa y Jesolo sobre la isla de Equilio.
Gracias a su particular posición, Jesolo se convirtió en un centro de comercio marítimo del área del norte del Mar Adriático: protegida de la laguna, pudo desarrollarse de modo continuo hasta alcanzar la dignidad de sede episcopal. Las guerras, una trágica inundación del Sile y la invasión de los francos provocaron la caída del floreciente puerto de Jesolo, que finalmente pierde el rango de sede episcopal a principios del siglo XII. La situación degeneró progresivamente y a finales del siglo XV Jesolo se había reducido a unas pocas casas semideshabitadas; Durante este siglo, para paliar la falta de iglesias, el patricio veneciano Soranzo construyó de su propio pecunio y sobre tierras de propiedad familiar, una iglesia, dedicada a San Juan Bautista, y que se erigió como parroquia.
En torno a la nueva iglesia se constituyó la villa de Cavazuccherina (Cueva del Azúcar) y para favorecer la habitabilidad de la zona, la Serenísima República de Venecia tuvo distintas intervenciones de bonífica, cuidando principalmente de alejarse de los ríos Piave y Sile.
Cavazuccherina sobrevivió durante algunos siglos, pero consiguió llegar a ser considerada Comune Autónomo solo con la llegada de 
Napoleón en 1806. Una vez fue expulsado Napoleón, los austríacos constituyeron un consorcio para favorecer el mejoramiento de los territorios lagunares, a este punto reducidos a terrenos pantanosos: nace así el Consorcio Passarella.
La anexión al Reino de Cerdeña y posteriormente al Reino de Italia (1861-1946) no mejoró la situación preexistente, y durante la Primera Guerra Mundial Cavazuccherina fue bombardeada y su población evacuada en parte.
La paz llevó consigo la restauración: se reprendieron los trabajos de cimentación, que fueron predispuestos por el Consorcio de Bonifica del Basso Piave. La Grande Bonifica fue realizada entre 1920 y 1930: fueron introducidos los cultivos de trigo, grano turco y remolacha, a los cuales se añadieron plantaciones frutales y viñedos.
En 1930 el municipio fue renombrado con el antiguo nombre de Jesolo y desde 1936 las localidades de Marina Bassa y de Spiaggia fueron denominadas Lido di Jesolo.
El renacimiento agrícola coincidía con el "redescubrimiento" de Jesolo: nacieron los primeros establecimientos para la cura. Aparecen en los años 30 los primeros albergues y los primeros restaurantes: el desarrollo tuvo una interrupción repentina con el comienzo de la Segunda Guerra Mundial pero, vuelta la paz, los trabajos continuaron a un ritmo cada vez más veloz.
Hoy Jesolo es una localidad plenamente turística, y dormitorio de Venecia. El turista puede contar con cientos de estructuras recreativas como albergues y hoteles de diversas categorías, residencias turísticas, apartamentos y cámpines.
Entre la belleza artística y natural se encuentran los espléndidos valles de pesca,  poblados por fauna muy particular, y las llamadas Antiguas Murallas, visita obligada para quienes se interesan por el arte y la arqueología: perteneciente la antigua catedral de Santa Maria di Equilium, antiguamente un edificio paleocristiano dedicado a San Mauro. Las excavaciones realizadas han sacado a la luz fragmentos de mosaicos pavimentales con motivos florales, datados en los siglos VI-VII.
A partir de la segunda mitad de los años 90 del siglo XX, la administración municipal ha lanzado un ambicioso proyecto urbanístico. A partir del año 2000 muchos hoteles han sido reconvertidos en residencias y muchas áreas, antes de uso agrícola, se han convertido en suelo residencial, permitiendo así la construcción de decenas de nuevas estructuras dedicadas al turismo. 
Entre los proyectos más ambiciosos cabe destacar el campo de Golf de 18 hoyos, la nueva dársena turística y la "ciudad de la música" (enorme complejo que comprenden discotecas y restaurantes).
Tal proyecto, como sucede con todos los grandes proyectos, no está exento de críticas.
La corriente contraria maggiore riguarda el problema de la calidad de vida para los residentes, notablemente aumentado con la actuación de este gran proyecto y de alguna obra viaria muy protestada, en la óptica del proyecto comúnmente denominado "Master Plan".

## Toponimia

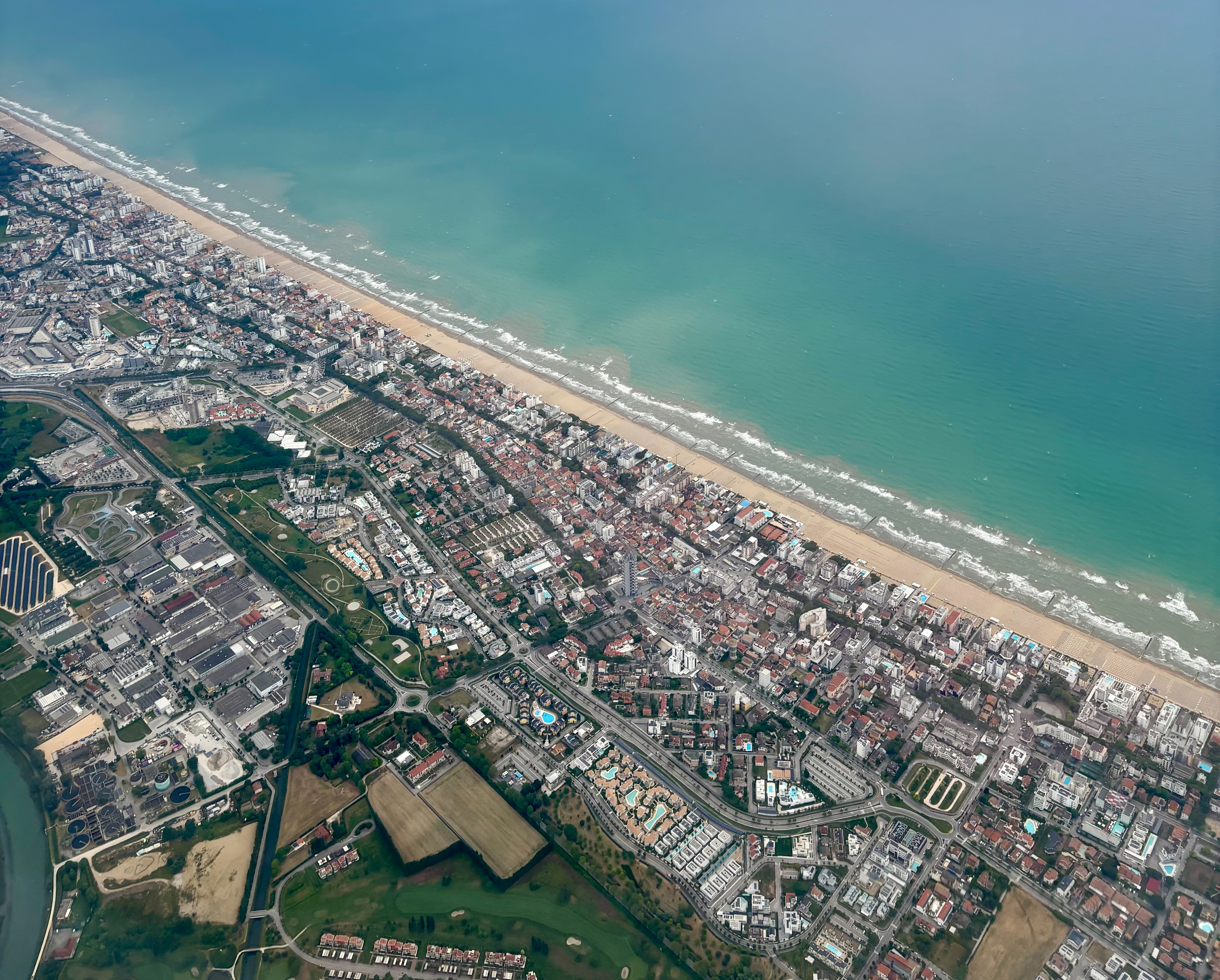
Vista aérea

Hay un poco de confusión acerca del nombre de la ciudad. 
Más conocida con el nombre de Jesolo, la administración pública italiana se refiere a esta localidad con el nombre de Iesolo. En el dialecto veneziano de la lengua véneta, también se utilizan los nombres Gèxoło y/o Jèxoło.
La sociedad que publica los números telefónicos (pagine bianche) trata a Jesolo y Iesolo como equivalentes. Asimismo, Gèxoło y Jèxoło serían también equivalentes.

## Deporte
La 20.ª etapa del Giro de Italia de 1988 concluyó en el Lido de Jesolo con la victoria de Paolo Rosola.
En el año 2015, esta localidad fue protagonista del Giro de Italia, ya que aquí terminaba la 13.ª etapa, procedente de Montecchio Maggiore y tras recorrer 153 kilómetros. La victoria se la llevó Sacha Modolo tras un final accidentado, cuando a falta de poco más de tres kilómetros para la línea de meta se produjo la caída de varios corredores.

## Galerìa

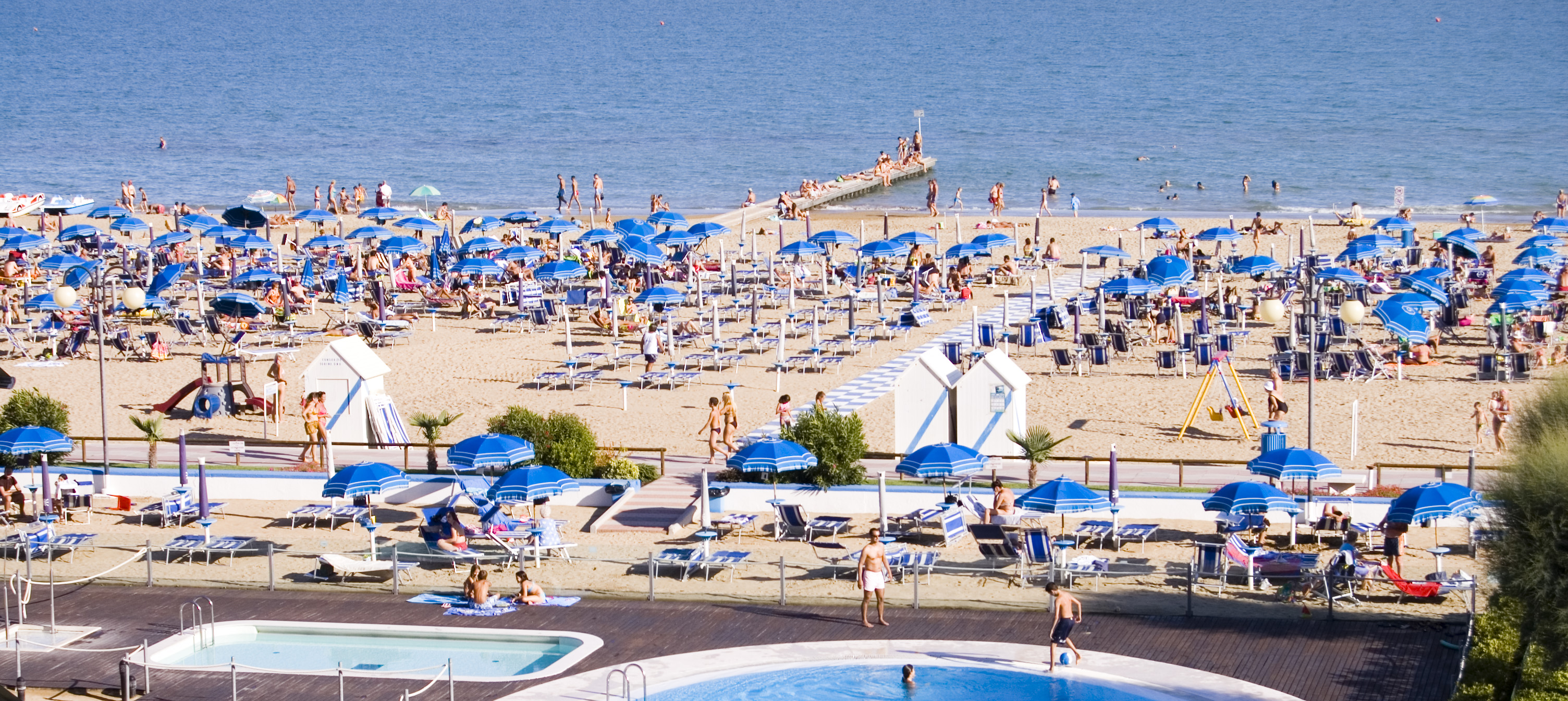
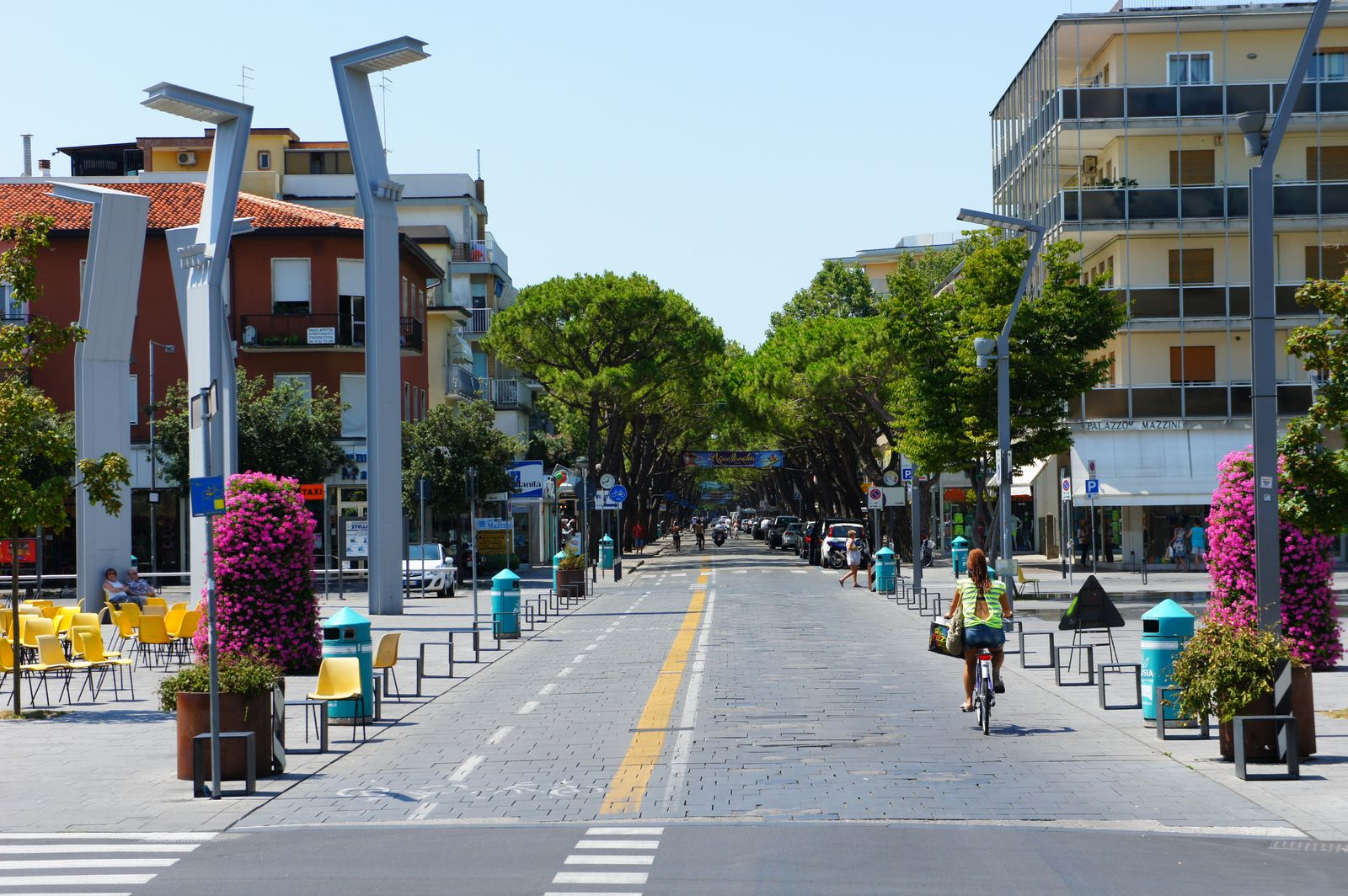
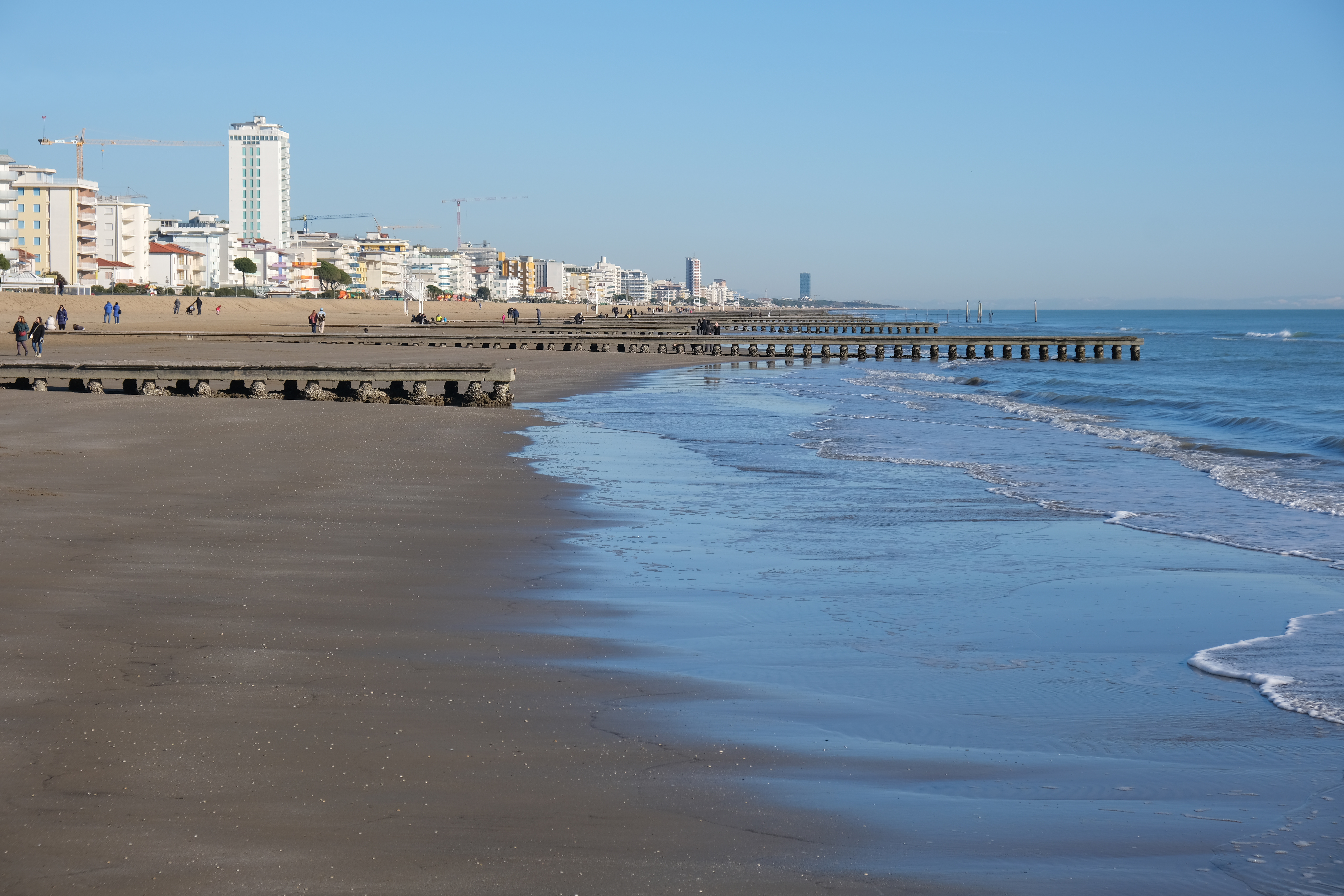

## Evolución demográfica
| Gráfica de evolución demográfica de Jesolo entre 1861 y 2001 |
|                                                              |
| Fuente ISTAT - elaboración gráfica de Wikipedia              |